# Terra de Francisco José

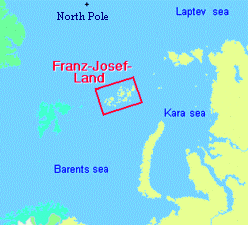
Localização da Terra de Francisco José.

A Terra de Francisco José (em russo:  Земля Франца-Иосифа; Zemlya Frantsa Iosifa) é um arquipélago polar russo, entre o Mar de Barents, a sul, e o Oceano Glacial Ártico, a norte. Recebeu este nome em homenagem ao imperador Francisco José I da Áustria-Hungria.
Os territórios mais próximos são: o território norueguês de Svalbard, a oeste, e os arquipélagos russos de Nova Zembla, a sueste, e da Terra do Norte, a leste.
A Terra de Francisco José inclui a ilha mais setentrional da Europa, a Ilha Rudolfo.
O arquipélago foi descoberto e explorado no final do século XIX pela expedição austro-húngara ao Polo Norte (1872-1874).

## Lista de ilhas
As maiores, em área, são a Terra do Príncipe Jorge, a Terra de Wilczek, a ilha de Graham Bell, a Terra de Alexandra e a ilha de Hall. Poucas destas ilhas têm nomes russos. A maior parte dos nomes é de origem alemã, inglesa, americana, italiana, e, num caso, norueguesa. A maior parte das ilhas foi descoberta e denominada por ocasião da expedição de Karl Weyprecht e Julius von Payer (1872-1874), que deu os nomes em homenagem a monarcas ou membros de famílias aristocráticas austro-húngaras da época, ou a nomes de nobres que financiaram a Expedição austro-húngara ao Polo Norte.
Ao contrário do resto da Rússia, onde a toponímia ligada a homenagem à nobreza foi mudada na era soviética, os nomes aristocráticos das ilhas da Terra de Francisco José permaneceram inalterados nesse período histórico.
Em 1895, a expedição de Fredrick G. Jackson deu a algumas ilhas nomes de exploradores árticos britânicos e de personalidades da Royal Geographical Society, a patrocinadora da expedição.
Por fim, algumas ilhas, como as Ilhas Pontremoli, foram designadas por Luigi Amedeo de Saboia-Aosta durante a expedição polar italiana de 1905.
As principais ilhas são:
- Zemlya Aleksandry (Terra de Alexandra). A mais ocidental, com 1051 km².[2]
- Ostrov Rudol'fa (Ilha Rudolfo) A mais setentrional.
- Ostrov Kheysa / G.M.O.Imyenya Z.T.Krenkel'a. (Ilha Heiss)
- Ostrov Greem-Bell (Ilha Graham Bell).
- Ostrov Gukera (Ilha Hooker).
- Ostrov Nortbruk (Ilha Northbrook Island). A mais acessível e usada para expedições polares.
- Ostrov Dzheksona (Ilha Jackson). O cabo Noruega 80º12 N, 55º37 E foi onde Fridtjof Nansen e Hjalmar Johansen permaneceram no inverno de 1895-96 após a tentativa falhada de atingir o Polo Norte. Uma cabana e um poste ainda lá se encontram.
- Ostrov Mak-Klintoka (Ilha McClintock)
- Ostrov Aldzher (Ilha Alger).
- Ostrov Nansena (Ilha Nansen).
- Zemlya Vilcheka (Terra de Wilczek[3]).
- Ostrov Gallya (Ilha Hall) - a primeira a ser descoberta em 1873
- Zemlya Georga (Terra do Príncipe Jorge[3]). A maior do arquipélago.
- Ostrov Viner-Neyshtadt (Ilha Wiener Neustadt). A que tem maior altitude (620 m).

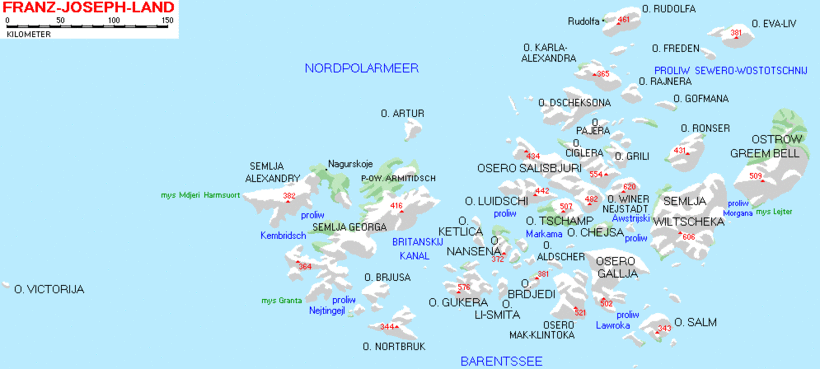
Mapa da Terra de Francisco José.

- Ostrov Yeva-Liv (Ilha Eva).